# Großschönbrunn
Großschönbrunn ist ein Gemeindeteil des Marktes Freihung im Landkreis Amberg-Sulzbach in der Oberpfalz in Bayern.

## Geographie
Das Pfarrdorf Großschönbrunn liegt an der Bundesstraße 299 zwischen der Bundesstraße 14 und Freihung.
Die Staatsstraße 2123 führt nach Hirschau bzw. nach Vilseck.

## Geschichte

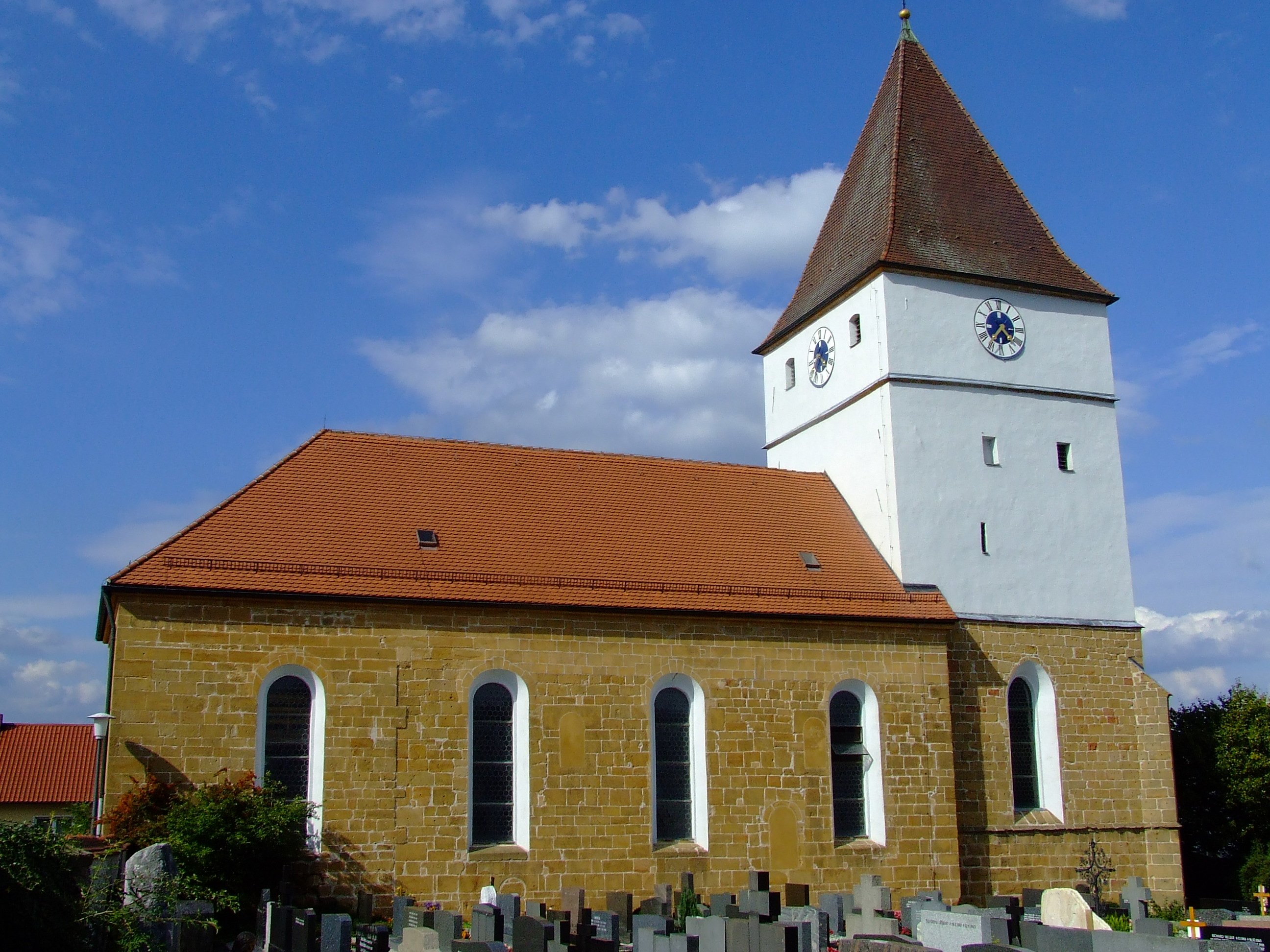
Großschönbrunn – Pfarrkirche St. Johannes

Durch das Erste bayerische Gemeindeedikt wurde Großschönbrunn im Jahre 1808 zum Steuerdistrikt und dem Landgericht Amberg und damit dem Naabkreis zugeordnet. Nach der Auflösung des Naabkreises zugunsten des Mainkreises und des Regenkreises wurde Großschönbrunn im Jahr 1810 zusammen mit dem Landgericht Amberg dem Regenkreis zugeordnet (ab 1838 Oberpfalz und Regensburg).
Durch das Zweite bayerische Gemeindeedikt wurde Großschönbrunn im Jahre 1818 eine politische Gemeinde.
1838 wurde das Landgericht Vilseck gegründet, dem Großschönbrunn zusammen mit den Steuergemeinden Adlholz, Ehenfeld, Gebenbach, Gressenwöhr, Hahnbach, Iber, Irlbach, Langenbruck, Massenricht, Schalkenthan, Schlicht, Seugast, Sigl, Süß und Vilseck zugeordnet und aus dem Landgericht Amberg herausgelöst.
Am 1. Januar 1972 wurde der Großteil der Gemeinde in die Gemeinde Freihung eingegliedert, nur der Gemeindeteil Krickelsdorf mit 107 Einwohnern (Stand Volkszählung 1970) und einem Flächenanteil von 332,45 Hektar kam zur Stadt Hirschau.